# Біллі Маккей
Біллі Маккей (англ. Billy McKay, нар. 22 жовтня 1988, Корбі) — північноірландський футболіст, нападник клубу «Данді Юнайтед».
Виступав, зокрема, за клуби «Лестер Сіті» та «Інвернесс», а також національну збірну Північної Ірландії.

## Клубна кар'єра
Народився 22 жовтня 1988 року в місті Корбі. Вихованець футбольної школи клубу «Лестер Сіті». Дорослу футбольну кар'єру розпочав 2008 року в основній команді того ж клубу.
Протягом 2009—2011 років захищав кольори команди клубу «Нортгемптон Таун».
Своєю грою за останню команду привернув увагу представників тренерського штабу клубу «Інвернесс», до складу якого приєднався 2011 року. Відіграв за команду з Інвернесса наступні чотири сезони своєї ігрової кар'єри. Більшість часу, проведеного у складі «Інвернесс Каледоніан Тісл», був основним гравцем атакувальної ланки команди. У складі «Інвернесс Каледоніан Тісл» був одним з головних бомбардирів команди, маючи середню результативність на рівні 0,45 голу за гру першості.
У 2015 році захищав кольори команди клубу «Віган Атлетік».
До складу клубу «Данді Юнайтед» приєднався на правах оренди 2015 року. Відтоді встиг відіграти за команду з Данді 12 матчів в національному чемпіонаті.

## Виступи за збірні
Протягом 2007–2010 років залучався до складу молодіжної збірної Північної Ірландії. На молодіжному рівні зіграв у 5 офіційних матчах.
У 2013 році дебютував в офіційних матчах у складі національної збірної Північної Ірландії. Наразі провів у формі головної команди країни 10 матчів.
| Дата       | Місто      | Господарі   | Результат | Гості             | Турнір            | Голи | Примітки |
| ---------- | ---------- | ----------- | --------- | ----------------- | ----------------- | ---- | -------- |
| 06-02-2013 | Аттард     | Мальта      | 0 – 0     | Північна Ірландія | товариський матч  | -    | 63'      |
| 10-09-2013 | Люксембург | Люксембург  | 3 – 2     | Північна Ірландія | Відбір до ЧС 2014 | -    | 60'      |
| 11-10-2013 | Баку       | Азербайджан | 2 – 0     | Північна Ірландія | Відбір до ЧС 2014 | -    | 73'      |
| 15-11-2013 | Адана      | Туреччина   | 1 – 0     | Північна Ірландія | товариський матч  | -    | 75'      |
| Усього     |            | Матчів      | 4         |                   | Голів             | 0    |          |